# Прва савезна лига Југославије у хокеју на леду 1978/79.
Прва савезна лига Југославије у хокеју на леду 1978/79. је тридесетпето првенство Југославије.
Првенство је одиграно као лига која се одржала од 1978. до 1979.

## Клубови
За победу су се добијала 2, нерешено 1, а пораз 0 бодова.

## Прва Лига

### пласман
1. ХК Олимпија - 37 поена
2. ХК Јесенице - 31 поена
3. Цеље - 27 поена
4. Медвешчак Загреб - 16 поена
5. ХК Крањска Гора - 12 поена
6. Црвена звезда - 0 поена

### Финале
Љубљана 27.01.1979:

Олимпија Љубљана - ХК Јесенице 5:3 (1:1, 2:0, 2:2);

Јесенице 30.01.1979:

ХК Јесенице - Олимпија Љубљана 7:11 (2:4, 1:4, 4:3)

## Друга Лига
| 1. ХК Блед - 18 поена 2. Тиволи Љубљана - 18 поена 3. Триглав Крањ - 10 поена 4. ХК ИНА Сисак - 8 поена 5. HK Prevalje - 4 поена 6. КХЛ Младост Загреб - 2 поена | 1. Спартак Суботица - 28 поена 2. Партизан Београд - 27 поена 3. Вардар Скопље - 15 поена 4. Војводина Нови Сад - 5 поена 5. ХК Скопље - 2 поена |

| Првак Прве савезна лиге Југославије у хокеју на леду 1978/79. |
| ------------------------------------------------------------- |
| ХК Олимпија 8. Титула                                         |